# 혜성 호퍼
혜성 호퍼(CHopper)는 보롈리 혜성, 템펠 1 혜성, 위르타넨 혜성을 탐사하려했던 탐사선이다. 목적은 혜성의 핵, 표면 구성 성분, 기원 등을 아는 것이다. 탐사선을 지원, 개발, 투자 예정이었던 단체는 메릴랜드 대학교, 록히드 마틴, 고더드 우주 비행 센터, NASA였다. 디스커버리 12의 최종후보까지 선출되었으나, 디스커버리 12가 인사이트로 선출 되며 이 탐사선은 취소되었다.

## 역사와 제작 배경
디스커버리 12의 최종 후보로 선출되어 NASA가 3백만 달러의 예산을 배정하였다. 다른 후보는 인사이트와 타이탄 늪 탐사선이었다. 혜성 호퍼와 인사이트, 타이탄 늪 탐사선 중 NASA는 인사이트를 디스커버리 12로 선출하여 취소되었다.

## 지원, 개발, 투자
다음은 탐사선을 지원, 개발, 투자하는 단체다.
- NASA
- 메릴랜드 대학교
- 록히드 마틴
- 고더드 우주 비행 센터

## 같이 보기
- 딥 스페이스 4호
- 로제타 (우주선)
- 트리톤 호퍼